# 紫花山柰
紫花山柰又名孔雀薑、美麗山柰、美葉山柰、彩葉孔雀薑、美麗孔雀薑（學名：Kaempferia elegans），为薑科山柰屬下的一個植物種。

## 形態特徵
多年生草本，根狀莖塊狀。根莖匍匐，不呈塊狀，鬚根細長。
葉2-4片一叢，葉片長圓形，長13-15釐米，寬5-8釐米，頂端急尖，基部圓形，質薄，葉面綠色，葉背稍淡；葉柄長達10釐米。
頭狀花序具短總花梗；苞片綠色，長圓狀披針形，長約5釐米；花淡紫色；花萼長約2.5釐米；花冠管纖細，長約5釐米，裂片披針形，長不逾2釐米；側生退化雄蕊倒卵狀楔形，長約1.2釐米；唇瓣2裂至基部成2倒卵形的裂片，長2-2.5釐米；藥隔附屬體近圓形。
果皮薄：種子近球形，假種皮小，撕裂狀 

## 地理分布
分布於中國四川（僅見記錄）。印度至馬來半島，菲律賓亦有分布。